# Adolf Skopec
Adolf Skopec (2. srpna 1829 Babákov – 8. listopadu 1896 Smíchov) byl rakouský a český politik, v 70. a 80. letech 19. století poslanec Českého zemského sněmu a Říšské rady.

## Biografie
Vystudoval práva na Karlo-Ferdinandově univerzitě v Praze, kde roku 1861 získal titul doktora práv. V letech 1871–1875 byl členem pražské obecní rady a v letech 1875–1890 zastával funkci ředitele pražské městské spořitelny. Patřil k staročeské straně (Národní strana).
V 70. letech 19. století se zapojil do zemské i celostátní politiky. V doplňovacích volbách v říjnu 1873 byl zvolen na Český zemský sněm v městské kurii (obvod Praha-Hradčany). V rámci tehdejší politiky české pasivní rezistence ale křeslo nepřevzal, byl pro absenci zbaven mandátu a následně manifestačně zvolen v doplňovacích volbách roku 1874, nyní ovšem za kurii venkovských obcí (obvod Rokycany – Blovice). Zde obhájil mandát i v doplňovacích volbách roku 1875 a doplňovacích volbách roku 1876. Uspěl i v řádných volbách roku 1878, tentokrát za kurii městskou (obvod Mělník – Brandýs n. L. – Roudnice – Mšeno).
Zasedal také v Říšské radě (celostátní zákonodárný sbor), kam byl zvolen ve volbách do Říšské rady roku 1873 za kurii venkovských obcí, obvod Příbram, Hořovice atd. Z politických důvodů (pasivní rezistence) se ovšem nedostavil do parlamentu, čímž byl jeho mandát i přes opakované zvolení prohlášen za zaniklý.
Zemřel v listopadu 1896 po delší nemoci a pohřben byl na hřbitově Malvazinky.